# Transport fluvial

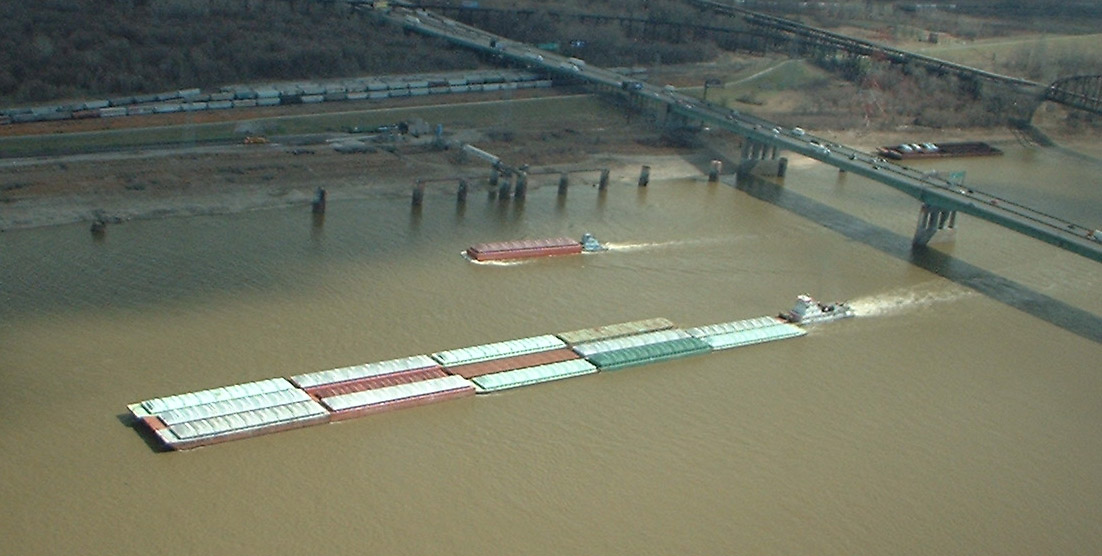
Comboi de barcasses al riu Mississipi, (Estats Units).

El transport fluvial consisteix en el trasllat de productes o passatgers d'uns llocs a altres, a través de rius amb una profunditat adequada. El transport fluvial és una important via de comerç interior, per la qual cosa, en rius amb les infraestructures suficients són molt importants.
Va aparèixer en el Neolític i, ja en aquella època, s'utilitzava per a l'intercanvi de productes (per al seu transport). Continua a ser una important via comercial, com per exemple en els rius Mississipi i l'Amazones. Encara que fa unes dècades el transport fluvial va passar per un cert declivi, en l'actualitat s'està intentant habilitar antics rius que van ser importants en la seva època per a fer-los navegables. Existeixen diversos tipus de vaixells depenent del producte que portin o si es dediquen al transport de passatgers.

## Aigües interiors
Són els rius, llacs i canals. Generalment, per a aquesta navegació s'empren vaixells petits i lleugers, encara que en alguns casos els grossos vaixells oceànics també naveguen per aigües interiors. L'ús de contenidors i de vaixells portagavarres i portabarcasses ha facilitat la transferència de càrrega entre els vaixells oceànics i els d'aigües interiors.

## Tipus de navegació
El sector navilier és en l'actualitat una activitat privada de serveis, de naturalesa molt competitiva que es divideix en diverses categories: serveis regulars, serveis sense trajecte fix, serveis industrials i petroliers.

### Serveis de línia regular
Es duen a terme d'acord amb un programa regular i amb rutes fixes. Els carregaments s'accepten sota un contracte denominat coneixement d'embarcament, que l'armador del vaixell li emet al carregador. La competència en aquest tipus de serveis es regula mitjançant acords entre les companyies navilieres que estableixen les condicions dels serveis i determinen les tarifes de passatgers o càrrega.

### Vaixells sense trajecte fix
Aquests vaixells, denominats també de servei general, no mantenen rutes ni serveis regulars. La càrrega sol consistir en matèries primeres, com cereals, minerals o carbó, per a les quals es necessita un transport poc costós. Normalment operen amb un contracte de noli, és a dir, un contracte per l'ús del vaixell.

### Petroliers
Tots efectuen serveis de transport privats o per contracte. En la dècada dels 70, aproximadament el 34% de la flota mundial de petroliers era propietat de companyies petrolieres, la resta pertanyia a armadors independents els vaixells dels quals eren noliejats per aquestes companyies. Els productes refinats com la gasolina, la parafina o els olis lubricants es distribueixen mitjançant vaixells cisterna.

## Tipus de vaixell
Els vaixells mercants es divideixen en: vaixells de passatgers, vaixells de càrrega i vaixells cisterna. Els vaixells més grans i elegants eren els famosos transatlàntics que, a mitjan segle xix, creuaven regularment l'Atlàntic Nord per comunicar Amèrica i Europa. Els actuals vaixells de passatgers es dediquen fonamentalment a viatges d'esbarjo.

### Vaixells de càrrega
Els vaixells de càrrega transporten productes envasats i altres com cereals, minerals i líquids, com el làtex o olis comestibles. En alguns vaixells de càrrega s'admet un petit nombre de passatgers. Per transportar determinats tipus de càrrega, com els vehicles de motor, es dissenyen i construeixen vaixells especialitzats.

### Vaixells de contenidors
Els vaixells de contenidors van provocar un canvi tecnològic en el maneig de la càrrega i van vincular la indústria del transport ferroviari i per carretera amb la navegació oceànica. Aquests vaixells altament especialitzats poden descarregar i carregar en un sol dia, enfront dels 10 dies necessaris per a un vaixell convencional, sent una evolució d'aquests.

### Vaixells cisterna
Els vaixells cisterna estan dissenyats específicament per a transportar càrregues líquides, generalment petroli. Altres vaixells cisterna especialitzats transporten gas natural liquat, productes químics líquids, vi, melassa o productes refrigerats.